# 工程石
人造石（英語：Engineered Stone、或）又稱作崗石，泛指所有結合碎石或石粉，以及黏著劑加工後所形成之類似石頭之建材，包含人造大理石，人造石英石，水磨石等等。此項產業於二十世紀後後半開始迅速發展，目前已經成為建材業中非常重要的一環。

## 名稱緣由
此系列產品源自義大利，歐盟的正式名稱是"Agglomerated Stone"也就是"結合石材"，在北美比較常使用"Engineered Stone" "工程石材"這種用詞，而在亞洲，由於台灣早在1980年代初期便設立"羅馬崗石"，並由該公司將這產品介紹至中國大陸，因此"崗石"這一名詞成為了主要的稱呼，後來崛起的公司大多亦沿用"崗石"一名。

## 歷史沿革
早在十五世紀的威尼斯，工人們就會在製作地板的時候，採用大理石碎石混和水泥的方式來進行，也就是現在俗稱的水磨石，而這個技術藉由二十世紀工業技術突飛猛進之賜，在1970年代於義大利與產生了重大的技術突破，率續發明出以環氧樹脂結合石粉的產品。讓這個產品進入工業化的世界。其中最重要的公司就是義大利的機械公司Breton。它可說是人造石產業之發明者，不但發明出以環氧樹脂結合大理石粉或是石英石粉而生產的人造大理石和石英石的製程。更同時發明並且推廣了其生產的機器。今天世界上經營超過二十五年以上的人造石生產商無一例外都是使用百利通機械的機器來生產。
由於百利通系統設計的人造石中超過90%以上的成分都是石粉，因此其性質甚至外表都跟天然石材非常接近。

## 製程
人造石製成可分為兩種型態，生產出一整顆長方形的荒料（方料）後再加工，或是直接壓出一片光板這兩種型態，前者只能用於製作人造大理石。

### 荒料型人造石製程
人造石製成主要的流程如下
1. 碎石：把原料石頭打碎成各種粒徑的碎石與石粉（有些工廠會直接買石粉而跳過這一步驟）
2. 成形：將石粉與樹酯或是其他結合劑放入機器，經過高壓 / 震動 / 抽真空三大流程後完成。
3. 拉鋸：與天然石材同樣，把荒料切開成光板
4. 研磨：與天然石材同樣，把光板打磨。
5. 加工：與天然石材類似，將光板切製成各種形狀。

### 光板型人造石製成
與荒料型的製程差別主要在於不需要拉鋸這一步驟，其他部分相同。

## 運用與特性
人造石原則上只能使用於室內（除非其黏著劑不是樹酯，目前還不多見,目前仅广东东莞的环球石材旗下品牌uniplus 人造石英石可以使用在室外墙面，地面和台面，该公司也是用意大利著名公司百利通的机器制作人造户外石英石），主要可分為地面（地板），立面（牆面），檯面（吧檯桌，流理臺桌等等）。而大理石與石英石的特性不同造成了其運用比例的差距。
整體來說，由於是工業產品，人造石的結構比天然石材來的穩固，在吸水率，結構強度各方面的平均值都好上許多，而且外觀也較為一致，在大量使用上比較不用擔心色差與紋路落差的問題。

### 人造大理石
人造大理石以室內地板的使用最多，室內牆面其次，檯面最少。 
人造大理石是商業空間地板的主流產品之一，如百貨公司，賣場等之地板使用比例非常高。另外住宅或是酒店的大廳也會大量使用。
由於原料是大理石，因此產品的莫氏硬度約在3-4的範圍之間，大量使用會被刮傷，但是也因此方便重新打磨拋光，正常情況下可以使用超過十年甚至二十年，這點是比磁磚這類型產品優秀的地方。

### 人造石英石
人造石英石最大宗的市場是檯面，地板用量比之差很多，而牆面非常少有使用的案例。
由於人造檯面是一般居家使用最廣泛的人造石，因此不論是國內外人造石越來越有專指"居家檯面用人造石英石"的趨勢。
石英石的莫氏硬度高達7 ，因此較難刮傷，但也因此難以保養，但一般住家很少會請人來做石材保養，所以會產生大理石用於商業場所，石英石用於居家場所的現象。

## 產業發展
人造石生產商主要集中在歐洲與亞洲，早年生產主要都是以發明國義大利為主，而近十年中國大陸與印度的總生產量已經超過義大利，中國內部的廠商集中在福建廈門附近的水頭鎮，以及廣東云浮市

## 杜邦石
杜邦公司同樣於1970年代初期發表並開始推廣了名為可麗耐Corian為品牌的材料，由於很長一段時間他們獨家生產，因此又直接被稱作杜邦石。這類產品於歐美泛稱是Solid Surface，固體檯面。
由於其外表與使用項目常常與人造石有重複之處，而且其組成也同樣是含有石粉與化學物質，甚至連研發與發表的時間點幾乎都一樣，因此固體檯面往往與人造石混為一談或是被視作同樣的產品，固體檯面可以被視作為廣義的人造石中的一種，但是其本質是化工產品，而人造石主要還是石材產品。